# WATCHNIAN
WATCHNIAN（ウォッチニアン）は、ウォッチニアンホールディングス (旧一風騎士) が運営する時計やブランド品、宝石などの買取、販売を行う専門店。
元々のサービス名は一風騎士だったが、2022年7月にサービス名をWATCHNIANに変更。同様に買取専門店である買取エージェントは、WATCHNIAN買取専門店に変更した。
健全で信頼のおける腕時計売買の世界的な取引市場プラットフォームとなることを目指すとともに、主な取り扱い商品が腕時計であることがわかりやすく伝わる名称とすることで、2022年7月にサービス名を「WATCHNIAN」（ウォッチニアン）ブランドに統一した。（HPより引用（https://watchnian.com/shop/pages/release.aspx））

## 事業内容
ブランド品（宝飾・時計・バッグ等）、質屋業

## 沿革
- 2005年、有限会社一風騎士設立　　国内卸売事業始動
- 2009年、海外商品トレーディング事業始動
- 2010年、国内ショッピングモールサイト出店
- 2012年、一風騎士新宿店オープン
- 2013年、株式会社TOP J設立
- 2014年、一風騎士株式会社に社名変更・資本金を8000万に増額、株式会社トップガイ設立　　買取エージェント中野店オープン、TOP J新宿オークション始動
- ●2015年、一風騎士本店・一風騎士公式オンラインショップ・買取エージェント銀座店/渋谷店/心斎橋店、それぞれオープン
- ●2016年、一風騎士渋谷店/心斎橋店オープン
- ●2017年、一風騎士中野ブロードウェイ店オープン
- ●2018年、一風騎士ホールディングス株式会社設立、株式会社銀蔵を買収、一風騎士大阪本店オープン、買取エージェント渋谷店移転によるリニューアルオープン
- ●2019年、一風騎士渋谷店移転によるリニューアルオープン、買取エージェント御徒町店/新宿店オープン
- ●2022年、ウォッチニアンにブランド名を変更、ウォッチニアン公式オンラインショップオープン、ウォッチニアン買取専門店歌舞伎町オープン
- ●2023年、ウォッチニアン買取専門店中野ブロードウェイ3F/中野2号店オープン

## 店舗一覧

### 関東
東京
ウォッチニアン銀座本店
ウォッチニアン中野店
ウォッチニアン渋谷店
ウォッチニアン新宿店
ウォッチニアン中野2号店
ウォッチニアン買取専門店歌舞伎町
ウォッチニアン買取専門店銀座8丁目
ウォッチニアン買取専門店新宿
ウォッチニアン買取専門店銀座
ウォッチニアン買取専門店渋谷
ウォッチニアン買取専門店上野御徒町
ウォッチニアン買取専門店中野
ウォッチニアン買取専門店中野ブロードウェイ3F

### 関西
大阪
ウォッチニアン大阪本店
ウォッチニアン心斎橋店
ウォッチニアン買取専門店心斎橋

### グループ会社
- ウォッチニアンホールディングス株式会社（旧一風騎士株式会社）
- カイトリウォッチニアン株式会社（旧株式会社トップガイ）
- ウォッチニアンオークション株式会社（旧株式会社TOP J）
- 株式会社銀蔵